# 張学銘
張 学銘（ちょう がくめい、チャン・シュエミン、繁体字: 張學銘; 簡体字: 张学铭; 拼音: Zhāng Xuémíng; ウェード式: Chang Hsüeh-ming、1908年〈光緒34年〉 - 1983年3月9日）は、中華民国・中華人民共和国の軍人、政治家である。張作霖の次男、張学良の弟、張学思の兄であり、国民政府時代に天津市長を務めた。字は西卿。

## 事績
東北陸軍講武堂を卒業後の1928年（民国17年）に日本へ留学、陸軍歩兵学校で訓練を受けている。翌1929年（民国18年）帰国し、兄の張学良が率いる東北軍に所属した。1930年（民国19年）10月、天津市公安局局長に就任し、翌1931年3月には天津市長に昇進した（公安局長、東北政務委員会財政整理委員会委員も兼任）。しかし同年11月に発生した天津事件（土肥原賢二が仕掛けた日中衝突事件）を収拾できず、翌月8日に病気を理由として天津市長を辞職した（後任の代理は周竜光）。以降は天津に下野・閑居し、後に香港に移った。
1941年（民国31年）の香港陥落後に、張学銘は戦火で困窮していたところを日本軍に救助され、以後、汪兆銘への協力を申し出たという。1943年（民国32年）6月10日、汪兆銘政権において栄臻と共に軍事委員会委員に任命され、政権が崩壊するまでその地位に在った。戦後は漢奸の罪に問われることなく、1946年（民国35年）に東北保安司令部参議室中将主任に任命され、後に国民政府主席東北行轅参議室副主任、中将総参議を歴任している。1949年（民国38年）1月に北平が無血開城されると、張学銘は天津に再び閑居した。
中華人民共和国建国後、張学銘は北京の華北人民革命大学で学習し、卒業後は天津市建設局園林処人民公園管理所副所長に任命されている。1959年4月、中国人民政治協商会議（政協）全国委員会第3期委員に選出された。しかし1966年からの文化大革命では批判に曝され、ついには呂正操と共に逮捕・拘留されてしまう。　
1973年、張学銘は無罪となって釈放された。1976年には復権して天津市建設局副局長に起用され、後に天津市市政工程局副局長も務めた。このほかにも、政協天津市委員会常務委員、中国国民党革命委員会（民革）天津市委員会主任委員、民革中央委員会員を歴任している。1983年3月9日、北京市で病没。享年76。

## 注
1. ↑  「周龍光氏 天津市長代理に就任」『東京朝日新聞』昭和6年（1931年）12月10日夕刊、1面。
2. 1 2  徐主編（2007）、1890頁。
3. 1 2 3 4  劉国銘主編（2005）、1213頁。
4. ↑  「皇軍 学良の実弟救助」『朝日新聞』昭和17年（1942年）2月4日、3面。
5. ↑  「栄臻、張学銘両氏軍事委員に」『読売新聞』昭和18年（1943年）6月11日夕刊、1面。
6. ↑  徐主編（2007）、1890-1891頁。
7. ↑  徐主編（2007）、1891頁。